# Mysmenopsis lissycoleyae
Espèce
Mysmenopsis lissycoleyae est une espèce fossile d'araignées aranéomorphes de la famille des Mysmenidae.

## Distribution
Cette espèce a été découverte dans de l'ambre de République dominicaine. Elle date du Miocène inférieur à moyen, du Burdigalien au Langhien.

## Description
Le mâle paratype mesure 1,64 mm.

## Étymologie
Cette espèce est nommée en l'honneur de Phyllis Dewing Coley.

## Publication originale
- (en) Penney, 2000 : Miocene spiders in Dominican amber (Oonopidae, Mysmenidae). Palaeontology (Oxford), vol. 43, no 2, p. 343-357.